# Лебедев, Константин Петрович
Константин Петрович Лебедев (1908, Санкт-Петербург — 1975) — советский боксёр и учёный. Победитель (1933) и серебряный призёр (1934) Чемпионата СССР по боксу. Судья всесоюзной категории (1957). Доктор технических наук, лауреат Сталинской премии II степени (1952).

## Биография
Родился в 1908 году в Санкт-Петербурге.
В 1927 году начал заниматься боксом в ленинградском спортивном обществе «Василеостровский металлист» под руководством тренера Владимира Ивановича Осечкина. Помимо бокса, занимался конькобежным и лыжным спортом, прыжками в воду и плаванием. Небезуспешно выступал на городских соревнованиях в этих спортивных дисциплинах.
В 1930 году выиграл поединок в рамках международной матчевой встречи СССР — Турция. Помимо этого, выступал на зарубежных рингах в: Эстонии, Латвии, Финляндии и Швеции. С 13 по 16 июня 1933 года, представляя ленинградское спортивное общество «Профсоюзы», участвовал в рамках среднего веса (до 73 кг) во II лично-командном первенстве СССР в Минске, которое проходило по круговой системе, в итоге по результатам соревнований занял первое место. В следующем году на III лично-командном первенстве СССР в Москве выступал за то же спортобщество в той же весовой категории. По итогам этих соревнований занял второе место, уступив москвичу Виктору Степанову. В 1934 году начал выступать за другое ленинградское общество — «Динамо». В 1935 году Лебедеву было присвоено звание мастера спорта СССР.
После окончания спортивной карьеры работал инженером-конструктором, имел учёную степень доктора технических наук.
В 1952 году был удостоен Сталинской премии II степени за выдающиеся изобретения и коренные усовершенствования методов производства работы — «за создание конструкций и промышленное освоение комплекса машин для дорожного строительства».
Скончался в 1975 году.